# ルジザ

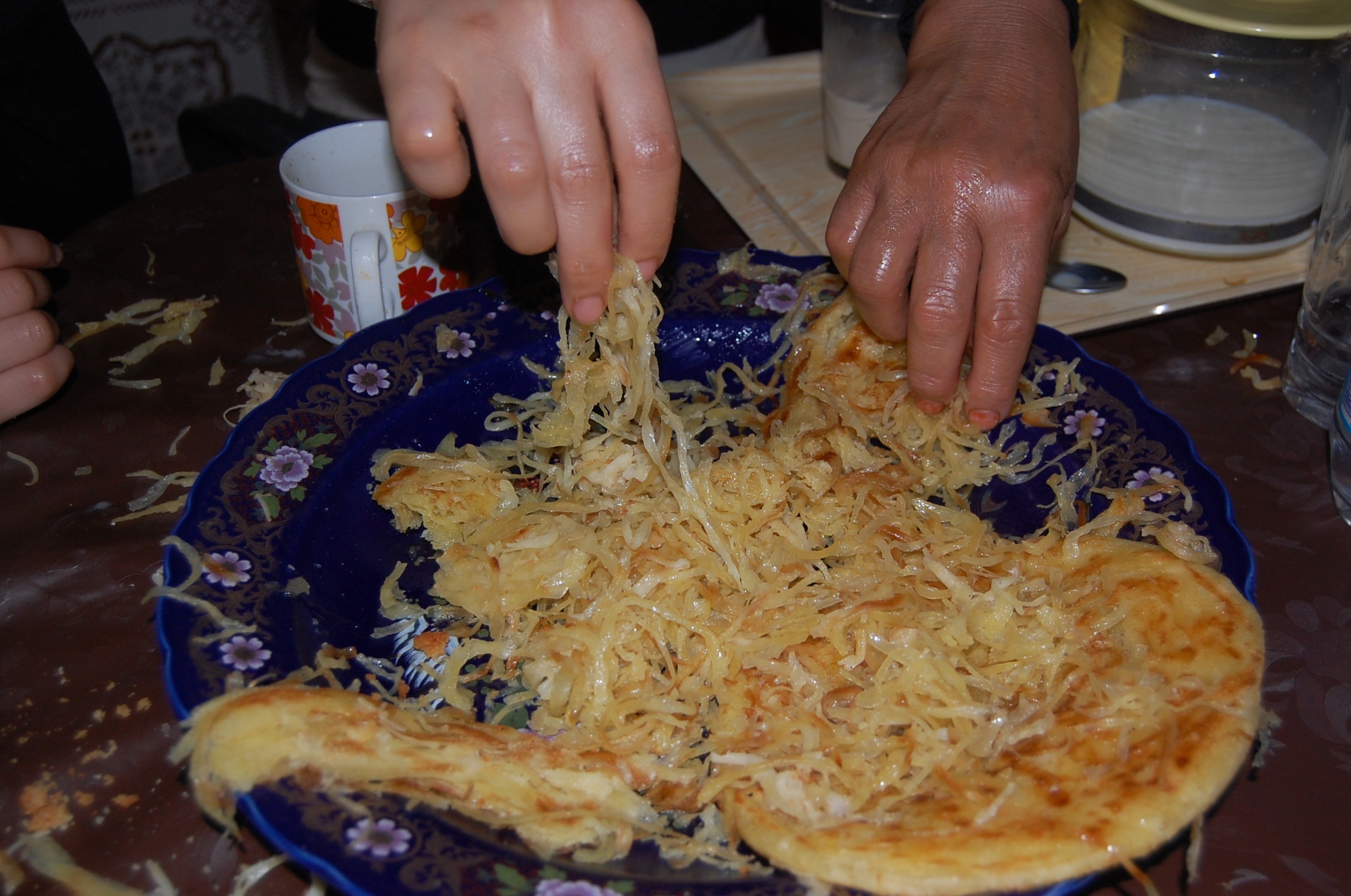
ルジザの例

ルジザ（アラビア語: رزيزة、フランス語: Rziza）は、モロッコの伝統的なパンケーキ、麺料理。
生地を細長く紐のように伸ばし、手に巻き付けてパンケーキ状に形成して焼き上げる。モロッコではパンが主食であり、ルジザと鶏肉料理などのおかずを合わせて食べることが多い。ルジザを食べる際にはオリーブオイルやハチミツを掛けることもある。
ルジザの製作には手間がかかるため、モロッコでもルジザを手作りする人は減ってきている。
2019年の映画『モロッコ、彼女たちの朝』には、ルジザを作るシーンがある。また、ルジザを作るシーンは、物語の鍵となっている。